# Emanuele Pessagno (destroyer)
Le Emanuele Pessagno (fanion « PS ») était un destroyer italien de la classe Navigatori lancé en 1929 pour la Marine royale italienne (en italien : Regia Marina). 

## Conception et description
Commandés en 1926, ces navires ont été construits pour la Regia Marina en réponse aux grands contre-torpilleurs des classes Jaguar et Guépard construits pour la Marine française. Ces navires étaient nettement plus grands que les autres destroyers italiens contemporains et étaient initialement classés comme croiseur éclaireur, la reconnaissance aérienne prenant alors de l'ampleur. Ils ont été reclassés dans la catégorie des destroyers en 1938.
Les navires de la classe Navigatori avaient une longueur totale de 107,3 mètres, une largeur de 10,2 mètres et un tirant d'eau moyen de 3,5 mètres. Ils déplaçaient 1 900 tonnes à charge normale et 2 580 tonnes à charge profonde. Leur effectif en temps de guerre était de 222-225 officiers et hommes de troupe.
Les Navigatori étaient propulsés par deux turbines à vapeur Belluzzo, chacune entraînant un arbre d'hélice et utilisant la vapeur fournie par quatre chaudières Yarrow. Les turbines étaient conçues pour produire 55 000 chevaux-vapeur (41 000 kW) et une vitesse de 32 nœuds (59 km/h) en service, bien que les navires aient atteint des vitesses de 38-41 nœuds (70-76 km/h) pendant leurs essais en mer alors qu'ils étaient légèrement chargés.Ils transportaient suffisamment de mazout qui devait leur donner une autonomie de 3 800 milles nautiques (7 000 km) à une vitesse de 18 nœuds (33 km/h).
Leur batterie principale était composée de six canons de 120 millimètres dans trois tourelles jumelées, une à l'avant et à l'arrière de la superstructure et la troisième au milieu du navire. La défense antiaérienne (AA) des navires de la classe Navigatori était assurée par une paire de canons AA de 40 millimètres dans des supports simples situés à l'avant de la cheminée et une paire de supports jumelés pour des mitrailleuses de 13,2 millimètres. Ils étaient équipés de six tubes lance-torpilles de 533 millimètres dans deux supports triples au milieu du navire. Le Navigatori pouvait transporter de 86 à 104 mines.
Les navires étaient rapides, mais manquaient de stabilité et ont été reconstruits avec des étraves en forme de clipper, une largeur accrue et une superstructure réduite à la fin des années 1930.
Pendant la guerre, les tubes lance-torpilles ont été remplacées par des tubes triples de 533 mm et des canons anti-aériens supplémentaires ont été ajoutés.

## Construction et mise en service
Le Emanuele Pessagno est construit par le chantier naval Cantiere navale di Ancona à Ancône en Italie, et mis sur cale le 9 octobre 1927. Il est lancé le 12 août 1929 et est achevé et mis en service le 10 mars 1930. Il est commissionné le même jour dans la Regia Marina.

## Histoire du service

### Le nom
Le Pessagno a été nommé d'après le navigateur génois Emanuele Pessagno, qui a vécu entre le 13e et le 14e siècle et s'est rendu célèbre en tant que comme premier amiral de Portugal de la flotte à l'époque du roi Denis Ier

### Les années 30
Le Pessagno est la septième unité de la classe à entrer en service en mars 1930 en tant que croiseur éclaireur, subissant peu après la première série de modifications importantes pour améliorer la stabilité (allègement et abaissement des superstructures), ainsi que le remplacement du gouvernail (1932) et des tubes lance-torpilles.
En décembre 1930, il est utilisé pour soutenir la croisière aérienne transatlantique Italie-Brésil d'Italo Balbo.
Comme d'autres unités de la même classe, dans l'entre-deux-guerres, il exerce l'activité normale d'un escadron. En 1932, avec son navire-jumeau (sister-ship) da Mosto, il effectue une croisière représentative au Brésil et en Argentine.
Entre 1936 et 1938, il participe à la guerre civile espagnole. En 1938, il est rétrogradé en destroyer et affecté au XVIe escadron de destroyers basée à Tarente.
En 1939, il participe à l'occupation de l'Albanie en effectuant des missions de transport rapide de troupes.
Au début de 1940, il est soumis à d'autres travaux de modification, tels que l'agrandissement de la coque, la reconstruction de la proue et l'augmentation de l'armement.

### La Seconde Guerre mondiale
Au début de la Seconde Guerre mondiale, le Pessagno  fait partie du XVIe escadron de destroyers avec ses navires-jumeaux da Recco, Tarigo et Usodimare.
Le 12 juin 1940, à deux heures du matin, il appareille de Tarente, avec ses navires-jumeaux Usodimare, da Recco, la Ire division (croiseurs lourds Zara, Fiume et Gorizia), la VIIIe division (croiseurs légers Duca degli Abruzzi et Garibaldi) et le IXe escadron de destroyers (Alfieri, Oriani, Gioberti, Carducci) pour patrouiller dans la mer Ionienne.
A 14h10 Le 7 juillet 1940, il appareille de Tarente avec le da Recco et le Usodimare et les croiseurs de la IVe division (Da Barbiano, Alberto di Giussano, Cadorna et Diaz) et VIIIe division (Duca degli Abruzzi et Garibaldi) en appui à un convoi pour la Libye (transports de troupes Esperia et Calitea, navires à moteur Marco Foscarini, Francesco Barbaro et Vettor Pisani, escortés par les torpilleurs Orsa, Procione, Orione, Pegaso, Abba et Pilo).
Cette formation a ensuite rejoint les 1re et 2e escadres navales, participant à la bataille de Punta Stilo le 9 juillet, dans laquelle le Pessagno n'a cependant pas joué un rôle majeur.
Le 1er août, il quitte Augusta avec ses navires-jumeaux Vivaldi, da Noli, Usodimare et da Recco pour une mission de chasse anti-sous-marine, qui se termine par le naufrage du sous-marin britannique HMS Oswald (N58) par le Vivaldi.
Au cours de l'attaque des bombardiers-torpilleurs britanniques sur Tarente dans la nuit du 11 au 12 octobre 1940, il est légèrement endommagé (il y a une bosse et un désarrimage partiel d'une partie limitée de la coque) par l'éclatement de quelques bombes tombées dans l'eau près du côté tribord, à l'avant,.
Le 28 novembre, avec les destroyers Pigafetta, da Recco et Riboty et les torpilleurs Bassini et Prestinari, il bombarde les positions grecques près de Corfou..
Le 18 décembre, il bombarde à nouveau avec sa propre artillerie, avec les croiseurs Raimondo Raimondo Montecuccoli et Eugenio di Savoia et les destroyers Pigafetta, Da Recco et Riboty, les lignes grecques à Corfou.
À neuf heures du soir du 26 mars 1941, il appareille de Brindisi avec son navire-jumeau da Recco et avec la VIIIe division de croiseurs (Duca degli Abruzzi, Garibaldi), rejoignant ensuite l'escadre navale - le cuirassé Vittorio Veneto, les Ire division de croiseurs (Zara, Pola, Fiume) et IIIe division de croiseurs (Trento, Trieste, Bolzano), les IXe escadron de destroyers (Alfieri, Oriani, Gioberti, Carducci), XIIIe escadron de destroyers (Granatiere, Bersagliere, Fuciliere, Alpino), XIIe escadron de destroyers (Corazziere, Carabiniere, Ascari) - destinés à participer à l'opération "Gaudo", puis à la bataille du Cap Matapan.
Le Pessaggno et le da Recco, qui forment l'escorte de la VIIIe division de croiseurs, sont initialement affectés au raid au nord de la Crète, mais sont ensuite réaffectés à l'action principale dans les eaux de Gaudo, où ils arrivent trop tard pour participer à la bataille. Après le torpillage du Veneto, ils sont détachés au nord du groupe principal pour intercepter une éventuelle attaque d'unités de torpillage venant de cette direction et remplissent cette tâche jusqu'au jour, lorsque les navires italiens reprennent la formation compacte offrant une meilleure protection contre les attaques aériennes.
Du 19 au 23 avril 1941, avec la VIIe division de croiseurs (Eugenio di Saovia, Duca d’Aosta, Attendolo et Montecuccoli) et ses navires-jumeaux da Recco, da Mosto, Da Verrazzano, Pigafetta et Zeno, le Pessagno effectue la pose de champs de mines "S 11", "S 12" et "S 13" (avec l'utilisation en tout de 321 mines et 492 flotteurs explosifs) à l'est du Cap Bon.
Entre le 23 et le 24 avril, les unités répètent l'opération en posant 740 autres mines.
Le 1er mai, il pose à nouveau des mines au nord-est de Tripoli, avec les unités jumelles Pigafetta, da Mosto, da Recco, Zeno et da Verrazzano' et les croiseurs Eugenio di Savoia, Duca d'Aosta et Attendolo.
Le 7 juillet, avec la IVe division de croiseurs (Bande Nere et Di Giussano) et la VIIe division de croiseurs (Attendolo et Duca d'Aosta) et les destroyers Pigafetta, Da Mosto, da Recco, Da Verrazzano, Maestrale, Grecale et Scirocco, il effectue une mission de pose de mines dans le canal de Sicile.
Le 28 juin, il pose le champ de mines " S.2 " dans le canal de Sicile avec les croiseurs Attendolo et Duca d'Aosta et les destroyers Pigafetta, da Mosto, da Recco et da Verrazzano.

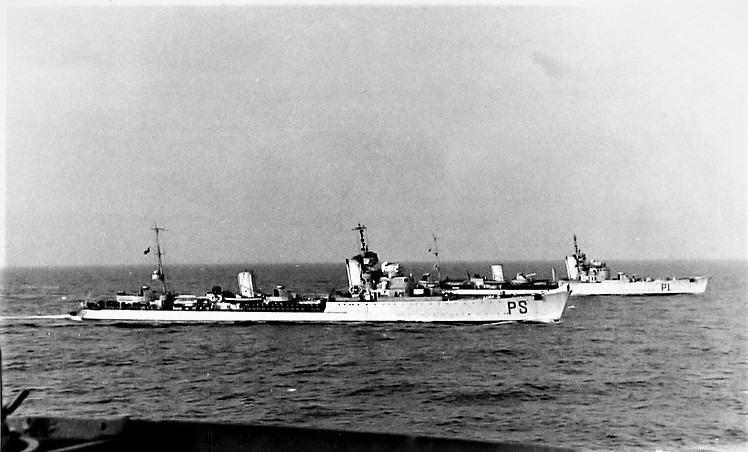
Le Pessagno s'est engagé avec le Pigafetta dans la pose du barrage "S2" le 28 juin 1941.

Entre le 31 août et le 2 septembre, il escorte (avec les destroyers Aviere, da Noli, Camicia Nera, Usodimare et Gioberti) un convoi de transports de troupes Victoria, Neptunia et Oceania revenant de Tripoli à Tarente ; les navires arrivent sains et saufs à destination, malgré une attaque du sous-marin britannique HMS Upholder (P37).
En début de soirée du 16 septembre, il part de Tarente pour escorter le convoi "Vulcania", dirigé vers Tripoli. Le convoi est formé par les transports de troupes Neptunia et Oceania, escortés, outre par le Pessagno, par les destroyers Nicoloso da Recco, Antonio da Noli, Vincenzo Gioberti et Antoniotto Usodimare, Cependant, le convoi se heurte à un barrage formé au large des côtes libyennes par les sous-marins britanniques HMS Upholder (P37), HMS Unbeaten (N93), HMS Upright (N89) et HMS Ursula (N59). A 4h15 le 18 septembre, les torpilles lancées par le HMS Upholder touchent le Neptunia et le 'Oceania, qui s'immobilisent et commencent à prendre l'eau,. Pendant que le Vulcania, indemne, continue escorté par le Usodimare (les deux navires atteignent Tripoli sains et saufs malgré une attaque du Ursula), les autres destroyers poursuivent sans succès le sous-marin qui attaque, porte assistance au Oceania et récupèrent les survivants du Neptunia, alors en train de couler (le navire coul, poupe en bas, à 6h50),. Il ne rese plus que le Pessagno à rejoindre le Oceania pour transborder les troupes embarquées, réussissant à prendre à bord 2 000 hommes déjà à 7h30,. À 8h50, cependant, le Oceania, alors qu'il était remorqué par le Pessagno, est à nouveau torpillé par le HMS Upholder et coule rapidement. Les destroyers n'ont plus qu'à récupérer les naufragés,. Sur les 5 818 hommes embarqués sur les deux navires, il est possible d'en sauver 5 434 ; le Pessagno est l'unité qui, dans l'ensemble, a le plus contribué à l'opération de sauvetage, récupérant 2 083 naufragés, une quantité énorme d'hommes si on la compare à la taille du navire,.
Vers le 20 octobre, il effectue une mission de transport de troupes à Benghazi avec ses navires-jumeaux da Noli et Zeno. Aux premières heures du 21 octobre, alors qu'ils font route vers Augusta, les trois navires sont attaqués sans succès par un sous-marin à une quinzaine de milles nautiques (28 km) au nord de Benghazi.

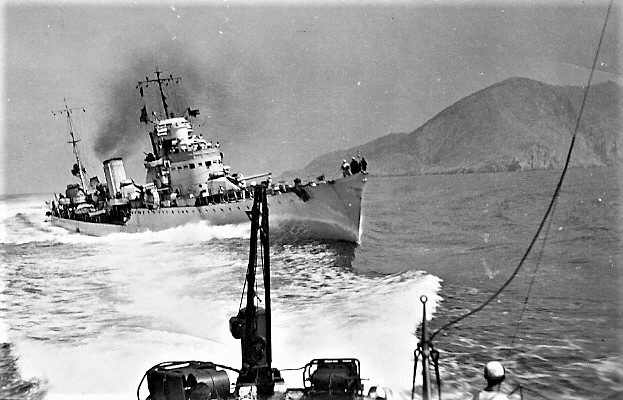
Le Pessagno en mission de guerre en Méditerranée centrale à l'automne 1941.

Le 22 novembre, il prend la mer pour escorter le navire à moteur Monginevro jusqu'à Tarente après l'échec d'une opération de trafic vers la Libye (qui s'est soldée par de graves dommages au croiseur lourd Trieste, torpillé par le sous-marin HMS Utmost (N19), et au croiseur léger Duca degli Abruzzi, touché par des bombardiers-torpilleurs). A la même occasion, le Pessagno récupère également  et capturé le sous-lieutenant britannique A. J. Griffith, membre d'équipage d'un bombardier-torpilleur Fairey Swordfish abattu.
Du 16 au 18 décembre, dans le cadre de l'opération de trafic "M 42", il escorte de Tarente à Tripoli, avec ses navires-jumeaux Vivaldi, Da Noli, Da Recco, Zeno et Malocello, le convoi "L", composé par les modernes navires à moteur Napoli, Monginevro et Vettor Pisani (au début, les navires voyageaient ensemble avec un autre convoi, le " N " - navire à moteur Ankara, destroyer Saetta, torpilleur Pegaso - se séparant ensuite au large de Misurata).
Le 21 février 1942, au cours de l'opération "K. 7", il fait partie - avec les destroyers Maestrale, Pigafetta, Usodimare, Scirocco et le torpilleur Circe - de l'escorte d'un convoi (formé par le grand pétrolier Giulio Giordani et les cargos Lerici et Monviso) qui part de Corfou à 13h30 et arrive ensuite à Tripoli,. Le 23 février, à 10h14, le Circe repère le sous-marin britannique HMS P38 (1941) qui tente d'attaquer le convoi. Le torpilleur bombarde le sous-marin avec des grenades sous-marines, l'endommageant sérieusement, puis le Pessagno et le Usodimare interviennent, lançant à leur tour des grenades sous-marines et mitraillant également, en coopération avec des avions, l'unité ennemie qui vient de faire surface: le HMS P38 coule avec tout son équipage, à la position géographique de 32° 48′ N, 14° 58′ E.
Le Pessagno a également effectué diverses missions de transport de troupes et de carburant en Afrique du Nord.
L'histoire du navire se termine tragiquement le 29 mai 1942 lors d'une mission d'escorte. Le Pessagno et son navire-jumeau Pigafetta escortent les navires à vapeur Capo Arma et Anna Maria Gualdi qui sont partis de Brindisi et se dirigent vers Benghazi. Depuis le début de la traversée, le convoi, parti le 27 mai, est soumis à des attaques aériennes et sous-marines. Dans la nuit du 28 au 29 mai, le sous-marin britannique HMS Turbulent (N98), embusqué sur la gauche du convoi, lance une salve de quatre torpilles. Bien qu'elles aient été repérées par le Pigafetta, qui donne l'alarme, le convoi n'a effectué aucune manœuvre d'évitement et trois des torpilles atteignent leur cible. L'une d'elles touche le Capo Arma (qui s'enflamme et explose moins de cinq heures plus tard à la position géographique de 33° 15′ N, 19° 25′ E) et peu après, deux autres torpilles touchent la proue et le milieu du navire du Pessagno, qui coule en moins d'une minute, à 3h15, à 85 milles nautiques (158 km) par 332° de Benghazi, entraînant avec lui les deux tiers de l'équipage,.

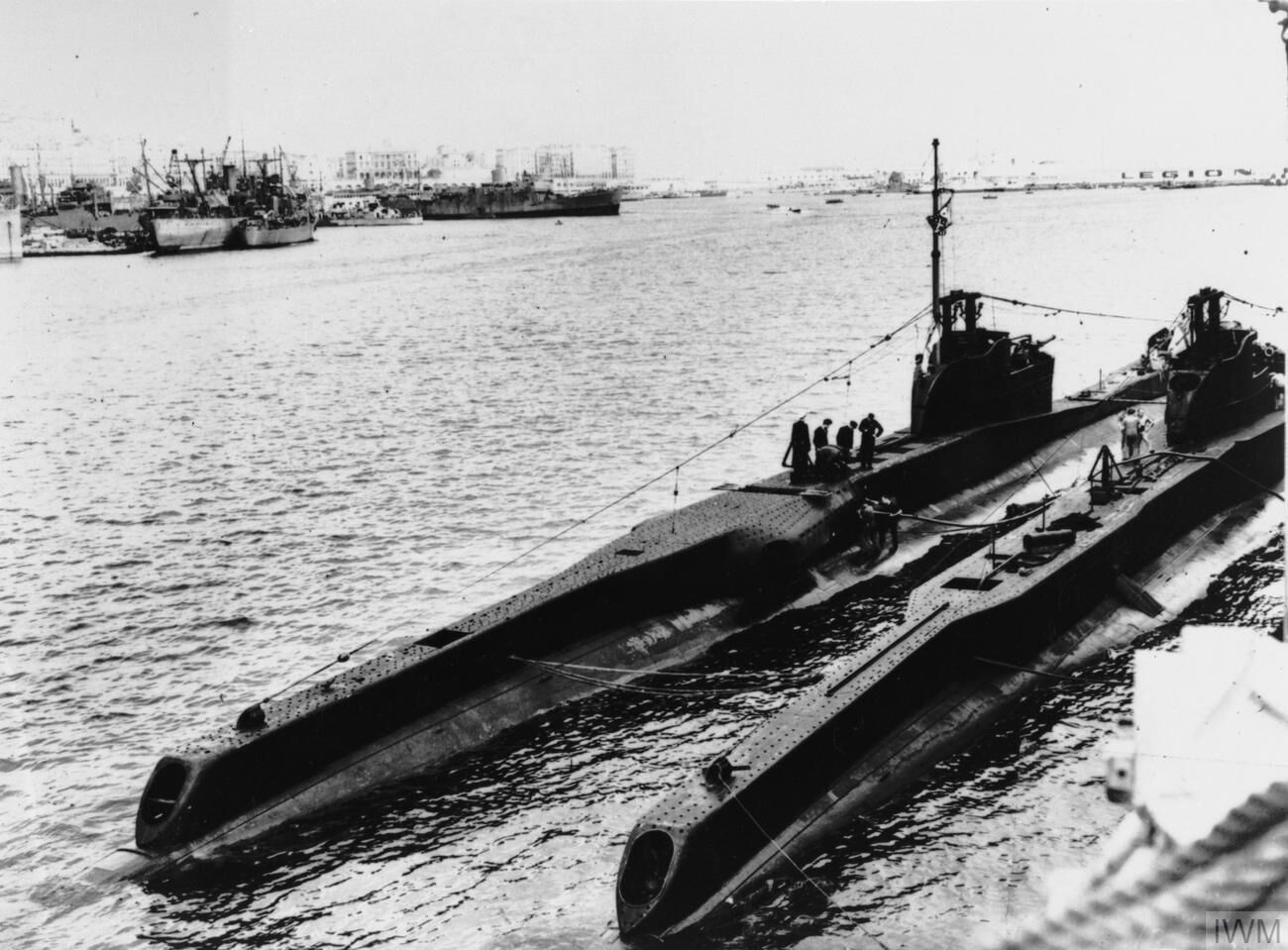
Le sous-marin britannique Turbulent, responsable du naufrage du Pessagno.

Seuls le commandant, un officier, 10 sous-officiers et 74 marins sont sauvés
Le Pessagno avait effectué 135 missions de guerre, couvrant un total de 52 463 milles nautiques (97 162 km) .

### Commandement
Commandants
- Capitaine de frégate (Capitano di fregata) Carlo Giordano (né à Turin le 1er décembre 1900) (10 juin 1940 - avril 1941)
- Capitaine de frégate (Capitano di fregata) Pietro Scammacca (né à Catane le 13 mars 1902) (avril - novembre 1941)
- Capitaine de frégate (Capitano di fregata) Antonio Dallai (né le 13 janvier 1900) (21 novembre 1941 - 29 mai 1942)